# Mangalavadi, Holenarsipur
Mangalavadi là một làng thuộc tehsil Holenarsipur, huyện Hassan, bang Karnataka, Ấn Độ.